# Robert Westerholt
Robert Westerholt er guitarist i goth metal-bandet Within Temptation fra Holland. Robert dannede bandet tilbage i 1996 sammen med Sharon den Adel.